# Dirk Klose
Dirk Klose (geb. 1965 in Frankenthal) ist ein promovierter Kunsthistoriker, Kunstvermittler, Kunsttheoretiker und bildender Künstler (Maler).

## Leben und Ausbildung
Klose, der in Speyer aufwuchs und dort das humanistische Gymnasium am Kaiserdom besuchte, studierte an der Ludwig-Maximilians-Universität in München von 1988 bis 1994 Kunstgeschichte (HF), Klassische Archäologie und Mittelalterliche Geschichte. In dieser Zeit erhielt er maltechnische Unterweisungen bei Egon von Vietinghoff (Zürich, Verfasser des Werkes: Dumont´s Handbuch zur Technik der Malerei, Köln, 1983). Von 1995 bis 1999 schloss sich ein Zweitstudium an der Akademie der Bildenden Künste in München (Klasse Fridhelm Klein) an. Klose promovierte nach seinem Magisterabschluss (1994) parallel (von 1995 bis 1998) in Kunstgeschichte. Thema der Dissertation von 1998 (bei Adrian von Buttlar an der Christian-Albrechts-Universität in Kiel) mit dem Titel „Klassizismus als idealistische Weltanschauung“ war die Analyse der Kunstphilosophie des Münchner Architekten und Klassizisten Leo von Klenze (1786–1864). Klose gelang es in den vielfältigen theoretischen Fragmenten Klenzes Ansätze eines idealistischen Systemansatzes nachzuweisen, mit dem Klenze die klassizistische Architektur im national-christlichen Diskurs seiner Zeit neu und eine darauf basierende Architekturgeschichte zu begründen suchte. Klose war es auch, der zuerst antisemitische und rassistische Aspekten in Klenzes Philosophie aufdeckte.

Der Kunsthistoriker ist seit 2000 als freier Mitarbeiter und Kunstvermittler für verschiedene Münchner Museen tätig. Als Pfälzer in München gehört er seit 1999 der Geschäftsleitung des Landesverbandes der Pfälzer in Bayern an und ist seit 2014 verantwortlicher Redakteur des Quartalsmagazins „Die Pfalz“ (Zeitschrift für Politik, Kultur und Wirtschaft, herausgegeben vom Landesverband der Pfälzer in Bayern). Er engagiert sich seit 2018 als Vorstand des gemeinnützigen Bundes der Pfalzfreunde in Bayern, der den Mannlich-Kunstpreis und den Kurfürst-Karl-Theodor-Wissenschaftspreis vergibt. Als Künstler war Klose infolge eines einjährigen Florenzaufenthaltes (am KHI Florenz 1990 bis 1991) in den Jahren 2001 und 2004 auf Einladung des damaligen Direktors der Villa Romana Himi Burmeister dort Gaststipendiat. Das Land Rheinland-Pfalz kaufte 2013 zwei seiner Werke.

Hitler, Papst, Mutti und ich, Holz, Öl, Acryl, 40 × 370 cm, 2005

## Künstlerische Tätigkeit

Blühende Landschaft: Frühling, Pappe, Gouache, 200 × 75 cm, 2000

Kunsttheorie und Kunstpraxis sind im Leben von Dirk Klose aufs Engste miteinander verbunden. Themenschwerpunkt der Arbeiten bildet seit dem Beginn seines Akademiestudiums 1995 die Auseinandersetzung mit den Möglichkeiten des Panoramas; angefangen mit Himmels- und Wolkenstudien experimentierte der Künstler mit optischen Hilfsmitteln, wie Fischaugeobjektiven oder Hohlspiegeln, um den normalen Sehbereich zu erweitern und somit zu neuartigen Bildlösungen zu kommen; es ergaben sich erstaunliche Panoramen, neben runden Himmelspanoramen entsprechende „Bodenpanoramen“, „Über-Kopf-Panoramen“: „Global-Landschaften“:
Die vermeintliche Einheit der Natur wich jedoch bald der Skepsis. In die „Global-Landschaften“ flossen andere Themen. So treten in den seit 2005 entstandenen Werken zunehmend Konfliktstoffe in das Naturthema auf. Über verschiedene Bildmittel, vor allem durch das Mittel der Unschärfe, wird eine Unbestimmtheit und Haltlosigkeit erzeugt. Es sind „anderen Idyllen“, in denen Porträts bekannter Persönlichkeiten oder des Künstlers selbst auftauchen, wodurch sich persönliche, sozialkritische oder politische Bezüge ergeben.

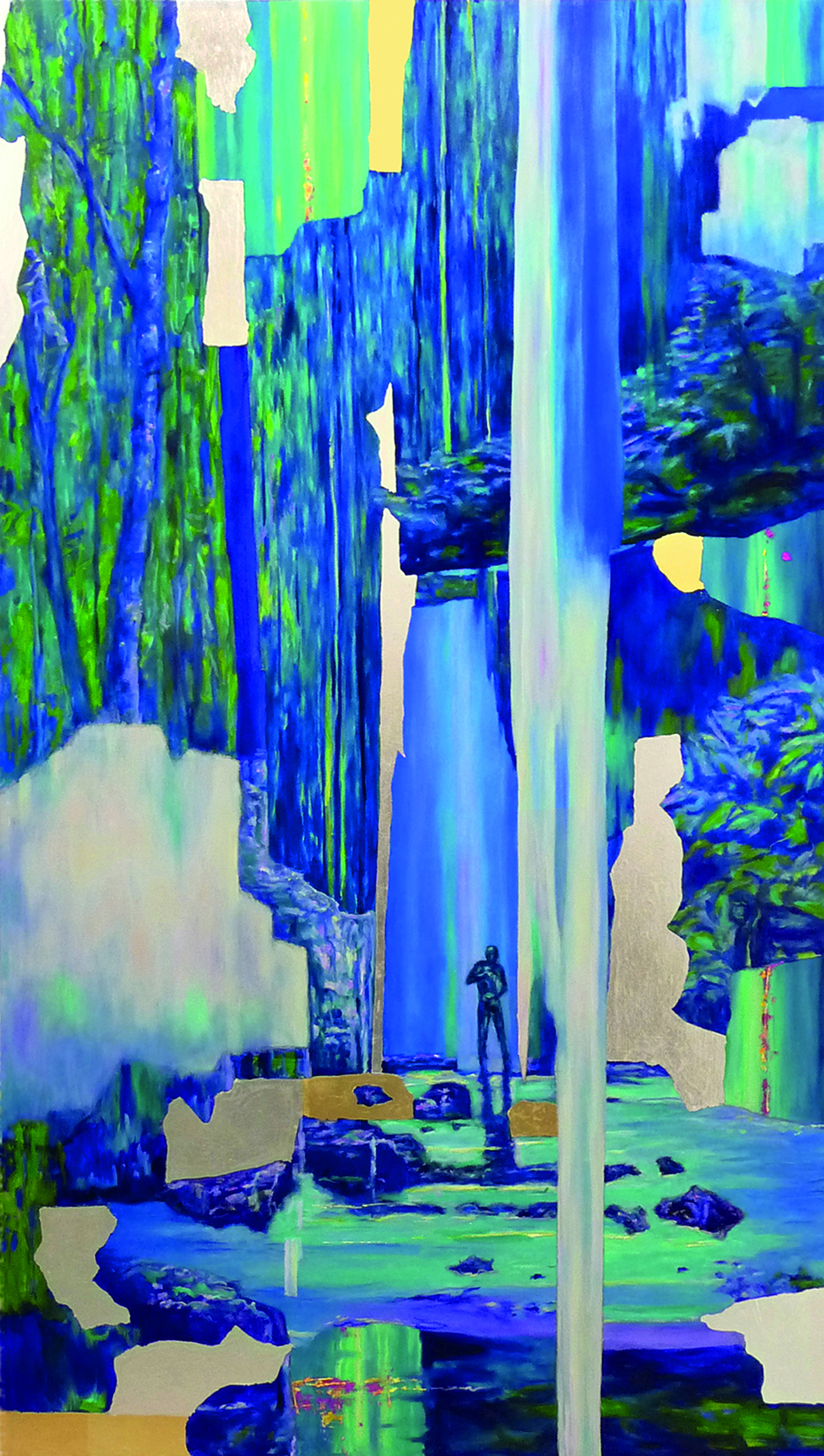
„Global art and nature“: Nationalpark Salonga, Afrika, Variation zu G. Richter, Abstrakt 599, 1986

Nach der Finanzkrise 2008/2009 verwendete Klose Goldgrund in seinen Werken. Der schöne Schein des Goldes tritt in Widerstreit zur Natur und Malerei. Es findet eine bewusste Fragmentierung der Welt statt, eine Einheitlichkeit ist nun völlig aufgegeben. Natur ist kein weites Kontinuum mehr, sondern als eng begrenzter hortus conclusus bedrängt und eingeengt. Der Goldgrund (Kompositgold oder Goldbronze) und seit 2014 Silberaluminium als glänzende Flächen stehen nun für den schönen, aber schnöden, materialistischen Schein. Glänzende Flächen konkurrieren mit Landschaftsausschnitten und Naturfragmenten: Natur versus Kapitalismus, Malerei gegen auftrumpfenden Schimmer. Das Silberaluminium steht u. a. als Material für das moderne, kapitalistische Industriezeitalter. Die Landschaftsausschnitte zeigen unter anderem gefährdete Naturreservate, wie Urwald, aber auch Berglandschaften. In den neueren Arbeiten (seit 2018; Serie „Global natue“) sind gezielt UNESCO-Welterbestätten in den Blick genommen, auch in der neuesten Serie von Rundbildern „Tondi Global“. Klose zitiert zudem in der Serie „Global art and nature“ aus den spekulativ-teuerst gehandelten Gemälden der Welt, Kunstspekulation als Spitze des weltweiten Kapitalismus.

## Das Manifest des geo-ökologischen Realismus
Angeregt durch seinen ersten Lehrer in Maltechnik, Egon von Vietinghoff, der bei seinem Tod 1994 ein noch unveröffentlichtes theoretisches Manuskript „Das Wesen der bildenden Kunst“ hinterließ, sowie durch die Lektüre von Texten des noch lebenden Kunsttheoretikers und Kunstphilosophen Wolfgang Ullrich, verfasste Klose im Lockdown der Corona-Pandemie 2020 eine eigene Theorie zur Kunst im Anthropozän. Diese erschien als Appendix im Katalogbuch „Dirk Klose: Böse Pracht, Werke 2010 bis 2020“ zu Anfang des Jahres 2021. Es handelt sich um ein Manifest (ca. 70 S.) des „geo-ökologischen Realismus“, denen Klose auch seine Arbeiten der letzten Jahre zurechnet. Das Manifest zur Kunst im Anthropozän enthält auch eine kritische Revision der Kunst des 20. Jahrhunderts (von Kandinsky bis Ai Weiwei).
Im Folgenden die Einleitung dieser theoretischen Schrift:
RESPECT FOR NATURE: EIN MANIFEST (Ideal-)vorstellungen und Überlegungen zu den Anforderungen einer Kunst im Anthropozän mit kritischer Revision der Kunst des 20. Jahrhunderts
Einleitung: Ein neues Jahrtausend – ein neues Zeitalter. Wir stehen heute nicht nur am Beginn eines neuen Jahrtausends, sondern auch an der Schwelle eines neuen Zeitalters, des Anthropozäns, in welchem die Natur und die Artenvielfalt in nie gekanntem Ausmaß, verursacht durch den Menschen, vor dem Abgrund stehen. Das zurückliegende 20. Jahrhundert war in der ersten Hälfte durch die beiden Weltkriege ein von Zerstörungen und Erschütterungen, wie die Weltwirtschaftskrise der 1930er-Jahre, geprägtes, „kaputtes“ Säkulum. Dies hinterließ auch „zerstörerische“ Spuren in der Kunst. Viele Traditionen wurden einfach über Bord geworfen. Deutlich wird dieser stetige Verfall beispielsweise in der Malkultur, beim Vergleich von Werken Édouard Manets (aus den 1860er bis 1880er Jahren), über Paul Cézanne (bis Anfang des 20. Jahrhunderts), dem deutschen Expressionismus (Anfang des 20. Jahrhunderts) bis hin zu den Dripping-Paintings von Jackson Pollock (der 1940er und 1950er-Jahre). Die Kunst war im 20. Jahrhundert vom Fortschrittswahn und sensationserheischender Innovationsgier erfasst. Es jagten sich Manifeste, in denen behauptet wurde, die Kunst brauche keinen künstlerischen Duktus mehr, und jeder gestalterische Treppenwitz, wie etwa das Verfahren der Dripping-Technik Pollocks (Farbe aus schwingenden, durchlöcherten Dosen auf die Leinwand zu tröpfeln) oder das Kopf-Überdrehen von Bildern (Georg Baselitz), wurde als grandiose Neuerung bejubelt, um nur einige „Unsinnigkeiten“ zu nennen.

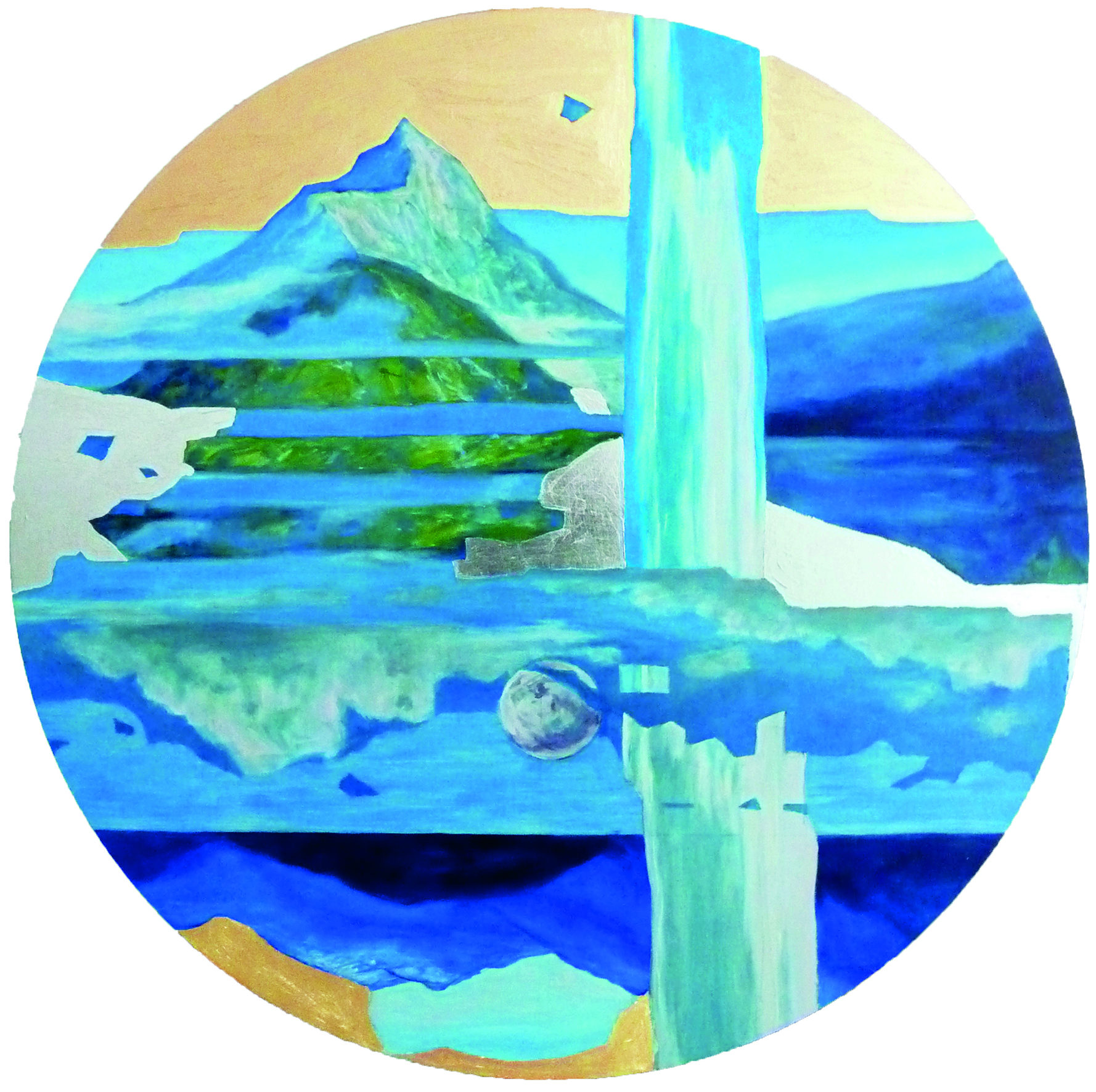
Tondo Global: Milford Sound, Neuseeland, Holz, Öl, Goldbronze, 80 cm, Durchmesser, 2020

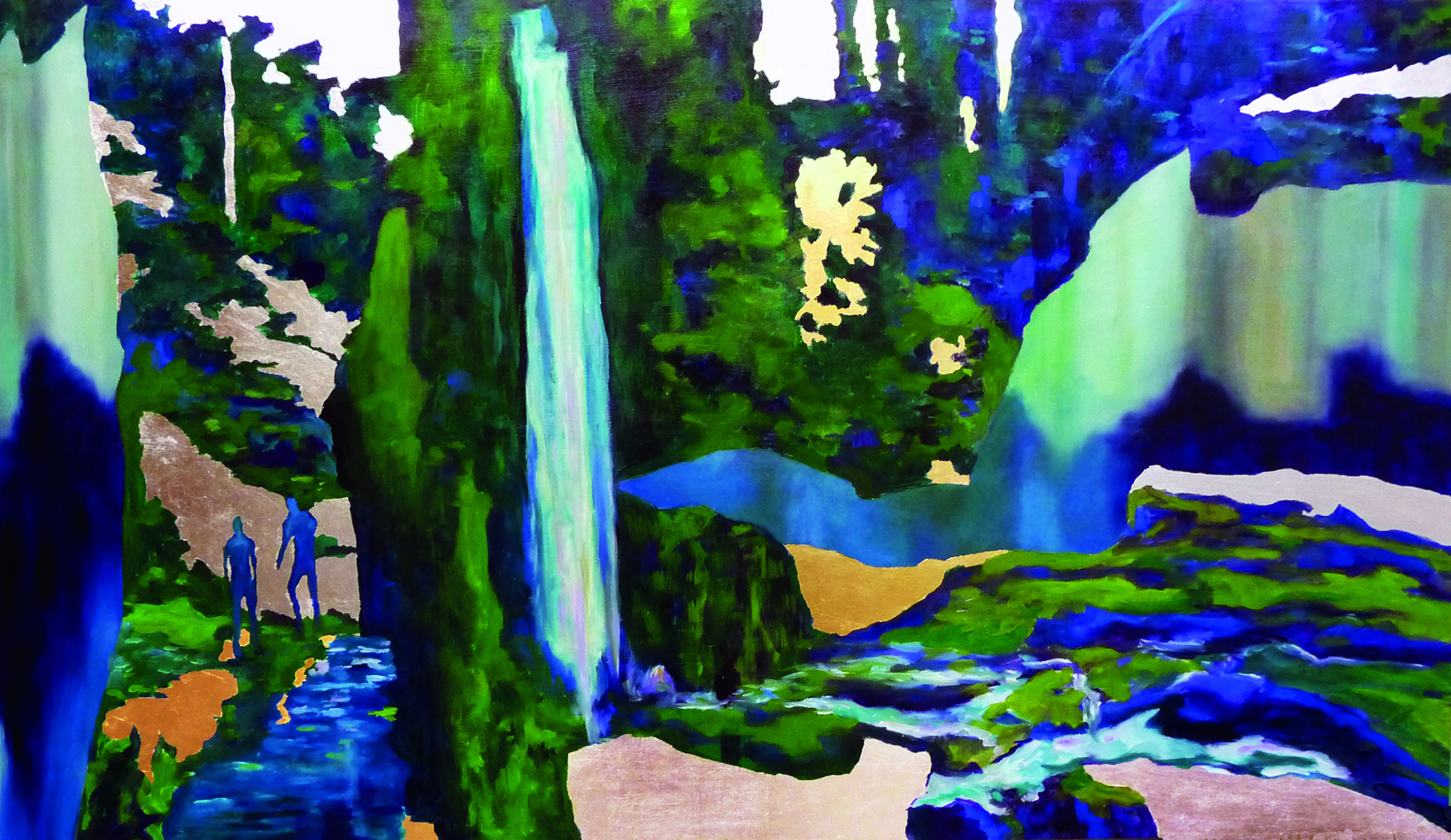
Gold Silber Urwald, 2014

Die hybride Selbstinszenierung der Künstler nahm bisweilen scharlataneske Formen an, etwa im Fall von Joseph Beuys, dessen Werkrelikte heute wie Reliquien verehrt werden. Diese Verquertheiten waren auch der Gier der Medien, der Kunstkritik und dem Kunstmarkt geschuldet. Vor allem nach dem Zweiten Weltkrieg wurde die Kunst zu einer „Hure“ des Kunstmarktes. Zu Recht spricht der Kunsthistoriker Wolfgang Ullrich in seinem Buch „Siegerkunst. Neuer Adel. Teure Lust“ (2016) von der gelddiktierten, erfolgreichen „Siegerkunst“. Gleichzeitig hat jedoch das 20. Jahrhundert die Möglichkeiten und Mittel der Kunst erheblich erweitert, und das in positivem Sinne. Zu nennen sind hier etwa als neu auftauchende Techniken und Kunstformen die Fotografie (zwar in den 1830er-Jahren erfunden, aber erst ab Anfang 20. Jahrhundert als Kunstform anerkannt), die Collage und Assemblage, die Installation, das Happening oder der Kunst- und Videofilm. Die Aussage von Joseph Beuys „Jeder Mensch ist ein Künstler“ (1985) brachte zusammen mit der Wohlstands- und Freizeitkultur einen Boom von Gelegenheits- und Hobbykünstlern hervor, die zusammen mit den Kapriolen der etablierten Kunst und „Siegerkunst“ zu einer Marginalisierung (Produktion von reiner Dekoware) und einem zunehmenden Unverständnis in der breiten Bevölkerung – bis heute – führten. Aus dieser Rand- und Luxusecke der Gesellschaft sollte sich die Kunst befreien. Die Herausforderungen des Anthropozäns sind gewaltig – es geht dabei mehr oder weniger um das Überleben der Natur und des Menschen. Auch der kreative Bereich sollte sich dieser ernsthaften Herausforderung und Bedrohung annehmen. Wie das geschehen sollte und könnte, dazu kann dieses Manifest nur ein Anstoß sein!

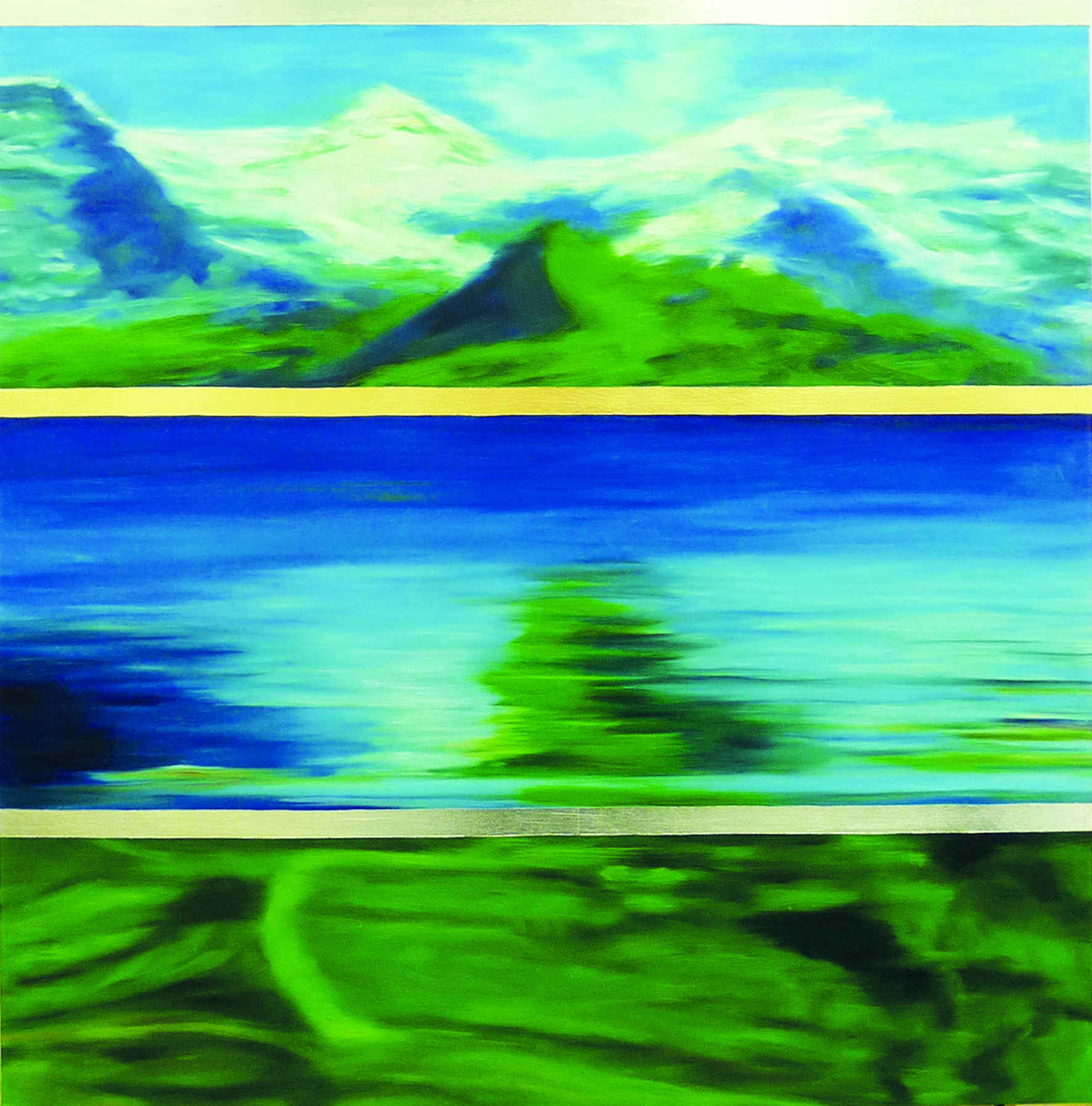
Global Nature: Eiger, Mönch, Jungfrau, Milford Sound, 2019

Im ersten Kapitel richtet sich zunächst der Blick auf das beginnende Zeitalter des Anthropozäns. Danach erfolgt der Fokus auf die Kunst. Das theoretische Fundament bildet zunächst eine Neuorientierung des Kunstwerk- und Künstlerbegriffs. Im letzten Kapitel wird skizzenhaft versucht auf dieser Grundlage in die Geschichte der Kunst zurück zu blicken, um schließlich zu justieren, was von der Kunst des 20. Jahrhunderts, in dem das Anthropozän begann, von Bedeutung und auch nachhaltig für die Künstler und die Kunst der Gegenwart und der Zukunft sein kann.

## Ausstellungen
- 2010 „Am laufenden Band“, Galerie Kunstbehandlung, München
- 2012 „Dirk Klose: Goldene Zeiten“, Kunsthaus, Frankenthal (E)
- „Pfalzpreis 2012“, Museum Pfalzgalerie Kaiserslautern
- 2013 „Es ist nicht alles Gold, was glänzt“, Galerie Mainzer Kunst, Mainz (E)
- 2014 „30×30, Nr. 12“, Galerie Kunstbehandlung, München
- 2015 „Dirk Klose: Selbstbilder, Weltbilder, Goldbilder“, Werke 1995 bis 2015, Kunstverein, Speyer (E)
- 2016 „Dirk Klose: München glänzt – andere Bilder einer Stadt“, Studio Gabi Green, München (E)
- 2017 „GANZ GROSS“, jurierte Gruppenausstellung der APK zum Großformat, Herrenhof, Mussbach
- „Albert-Haueisen-Kunstpreis 2017“,jurierte Ausstellung, Landkreis Germersheim, Jockgrim, Zehnthaus; „149,95“, internationale Gruppenausstellung, Galerie Kunstbehandlung, München
- 2018 „Dirk Klose: Nympheas Global – Monet und die Folgen“, Studio Gabi Green, München (E)
- „Male Figure Nr. 8“, Galerie Kunstbehandlung, München
- „Figurative Minds“, Museum Pachen, Rockenhausen (mit Klaus Fresenius)
- 2019 „Accrochage“, 20 Jahre Galerie Josef Nisters, Speyer
- „70 Jahre Neue Münchner Künstlergenossenschaft“, Künstlerhaus am Lenbachplatz München;
- „Dirk Klose: Böse Pracht – andere Idyllen“, Galerie Josef Nisters, Speyer (E)
- 2020 Art Karlsruhe, Galerie Dr. Markus Döbele, Dettelbach (Gast)
- „Lockdown Liberty“, Galerie Dr. Markus Döbele (Dettelbach)
- 2020/21 „Dirk Klose: Böse Pracht“, Studio Gabi Green, München (E)
- 2021 Präsentation ausgewählter Werke in der Galerie Birthe Ostendorff in Heidelberg
- 2022 „art Karlsruhe“, Künstler der Galerie Dr. Markus Döbele, Dettelbach
- 2022 Ausstellung „Eine runde Sache“ (Künstler der Galerie), Galerie Kunstbehandlung, München
- 2022/2023 Gemeinschaftsausstellung „100 Jahre APK“, Museum Pfalzgalerie Kaiserslautern und Städtische Galerie Speyer

(E)=Einzelausstellung

## Veröffentlichungen
- Dirk Klose: Klassizismus als idealistische Anschauung. Leo von Klenze als Kunstphilosoph (Diss. 1998, Uni Kiel), München, 1999
- Dirk Klose: Theorie als Apologie und Ideologie. Leo von Klenze als Kunstphilosoph und Theoretiker, in: Winfried Nerdinger (Hrsg.), Leo von Klenze, Architekt zwischen Kunst und Hof 1784–1864, Ausstellungskatalog (Münchner Stadtmuseum), München, 2000
- Mitarbeit an der Quellenedition des Nachlasses von Leo von Klenze („Klenzeana“ in der Bayerischen Staatsbibliothek), Architekturmuseum der TUM, München, 2000 (CD-Rom)
- Dirk Klose: Dem Haus Wittelsbach und Bayern ein Fels – Der pfalz-zweibrückische Staatsmann Johann Christian von Hofenfels (1744–1787), in: Charlotte Glück-Christmann (Hrsg.): Die Wiege der Könige 600 Jahre Herzogtum Pfalz-Zweibrücken, Zweibrücken, 2010
- Zahlreiche Veröffentlichungen zur Kultur und Geschichte Bayerns und der Pfalz im Magazin „Die Pfalz“ seit 1999*
- Dirk Klose: Böse Pracht. Werke 2010 bis 2020. Mit Beiträgen von Reinhard Spieler, Thorsten Marr und einem Manifest zur Kunst im Anthropozän von Dirk Klose., München, 2021, ISBN 978-3-00-066933-0
- Dirk Klose: Slevogt, Purrmann und mehr... Weißblaue Relationen und ein Blick aus Bayern auf die Arbeitsgemeinschaften Pfälzer Kunst und Künstler, in: Katalog „100 Jahre Arbeitsgemeinschaft Pfälzer Künstler (APK)“. Ausstellung Museum Pfalzgalerie Kaiserslautern und Stadtische Galerie Speyer, Kaiserslautern, 2022, S. 48–77.